# Tragny
Tragny é uma comuna francesa na região administrativa de Grande Leste, no departamento de Mosela. Estende-se por uma área de 5,43 km². Em 2010 a comuna tinha 96 habitantes (densidade: 17,7 hab./km²).